# François Marguerie de la Haye
Pour les articles homonymes, voir Marguerie.
François Marguerie de la Haye (1612-1648) est explorateur et interprète en Nouvelle-France.

## Biographie
François Marguerie est baptisé le 22 octobre 1612 dans la paroisse St-Vincent de Rouen, Normandie, France.  Il devient explorateur et truchement (interprète), arrivé en Nouvelle-France possiblement avant 1629. Il épouse à Québec le 26 octobre 1645 à l'âge de 33 ans, Louise Cloutier, âgée de 13 ans et fille de Zacharie Cloutier et de Xainte Dupont.
François Marguerie passe l'hiver 1635-1636 avec les Algonquins de l'Île aux Allumettes. Il est surnommé par ceux-ci homme double car "il est l'homme blanc le mieux adapté à leurs coutumes et à leurs idiomes".
En février 1641, il est capturé par les Iroquois en compagnie de Thomas Godefroy et relâché après plusieurs mois.
Il est décédé par noyade lorsque son canot se renverse le 23 mai 1648 en face de Trois-Rivières en compagnie de son ami Jean Amiot. 